# Rosalia Lombardo
Rosalia Lombardo (née le 13 décembre 1918 à Palerme en Italie et morte le 6 décembre 1920), était une enfant italienne morte d'une pneumonie. Le père de Rosalia, Mario Lombardo, très touché par la mort de sa fille, contacta Alfredo Salafia, un embaumeur, pour préserver le corps de Rosalia.
Son corps est l'un des derniers à avoir été accepté aux catacombes des Capucins de Palerme en Sicile.

## Conservation
Grâce aux techniques d’embaumement, le corps est extrêmement bien préservé. Une vue du corps aux rayons X montre que ses organes sont remarquablement intacts.
Le corps de Rosalia Lombardo est conservé dans une petite chapelle située à la fin des catacombes dans un cercueil de verre.
En 2009, une photo publiée dans le magazine National Geographic montre que le corps de Rosalia présente des signes de décomposition, tels que des signes de décoloration. Pour éviter l'accélération du processus de décomposition, le corps est alors déplacé dans un endroit plus sec, le cercueil étant placé dans une vitrine scellée avec de l'azote. Le corps est l'un des mieux préservés des catacombes.

## Technique d’embaumement

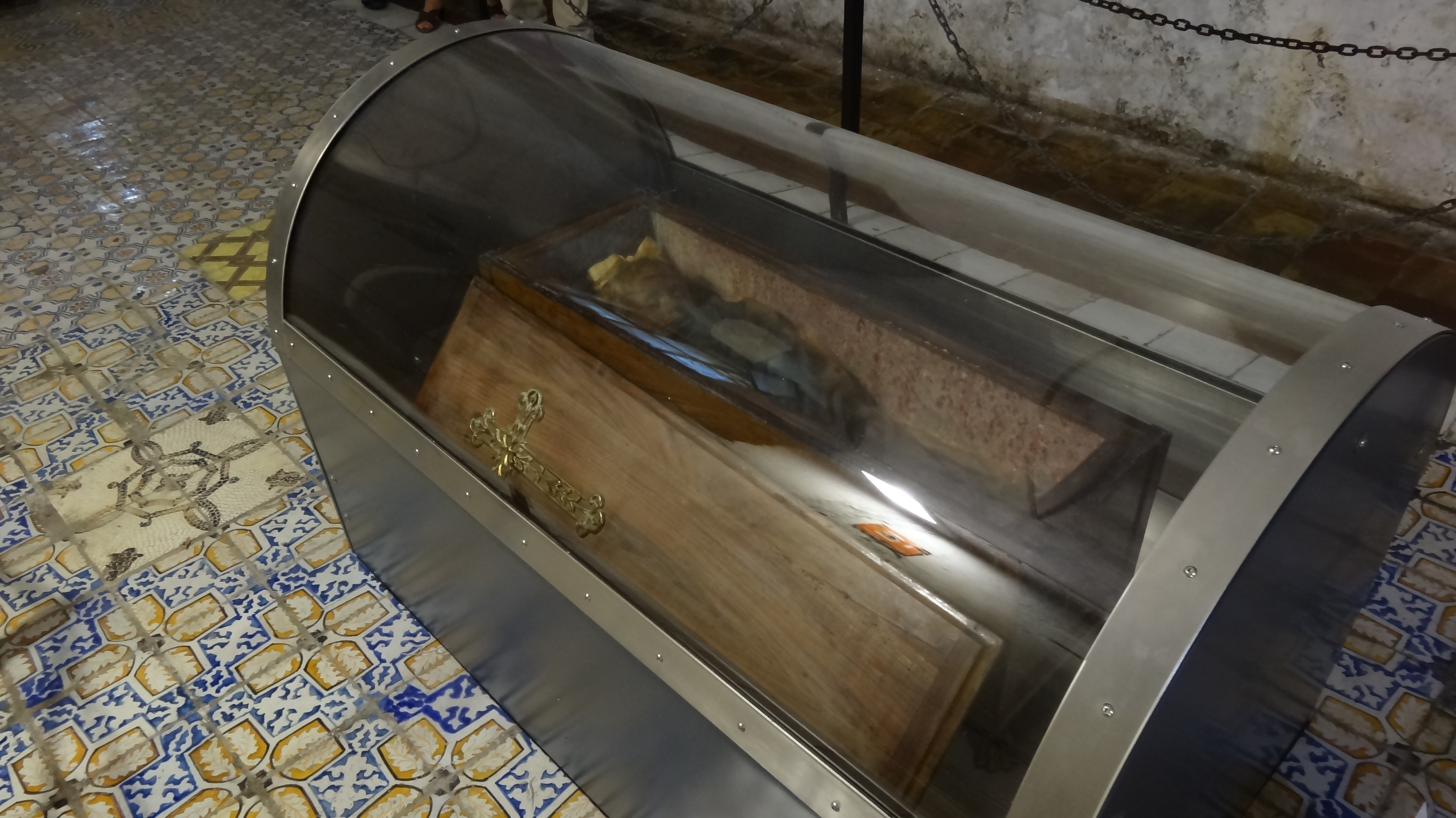
Le corps de Rosalia tel qu'il apparaît aujourd'hui.

Récemment, les techniques de momification utilisées par le docteur Salafia ont été découvertes écrites à la main dans son mémoire. Il a injecté dans le corps un liquide à base de formol pour tuer les bactéries, d'alcool pour sécher le corps, de glycérine pour éviter que le corps ne sèche trop, d'acide salicylique pour éviter la prolifération de champignons, et de zinc pour que le corps conserve sa rigidité,,. Par conséquent, la composition de la formule est « une part de glycérine, une part de formol saturé à la fois avec du zinc et du chlorure et une solution d'alcool saturé avec de l'acide salicylique ».

## Sources
- Dario Piombino-Mascali, 2009. Il Maestro del Sonno Eterno. Presentazione di Arthur C. Aufderheide. Prefazione di Albert R. Zink. Edizioni La Zisa, Palermo.
- Stephanie Panzer, Heather Gill-Frerking, Wilfried Rosendahl, Albert Zink and Dario Piombino-Mascali, 2013. Multidetector CT investigation of the mummy of Rosalia Lombardo (1918-1920). Annals of Anatomy, 195: 401-408.